# SpaceX CRS-28
Chronologie
SpaceX CRS-27 SpaceX CRS-29

La mission SpaceX CRS-28 est la 28e mission du Commercial Resupply Services, de SpaceX, vers la Station spatiale internationale, lancée le 5 juin 2023 à 15h47 UTC (Temps universel coordonné) depuis le pas de tir 39A. Cette mission est dirigée conjointement par SpaceX et la NASA,. Elle est la huitième mission du cargo Crew Dragon et la quatrième du cargo C208.

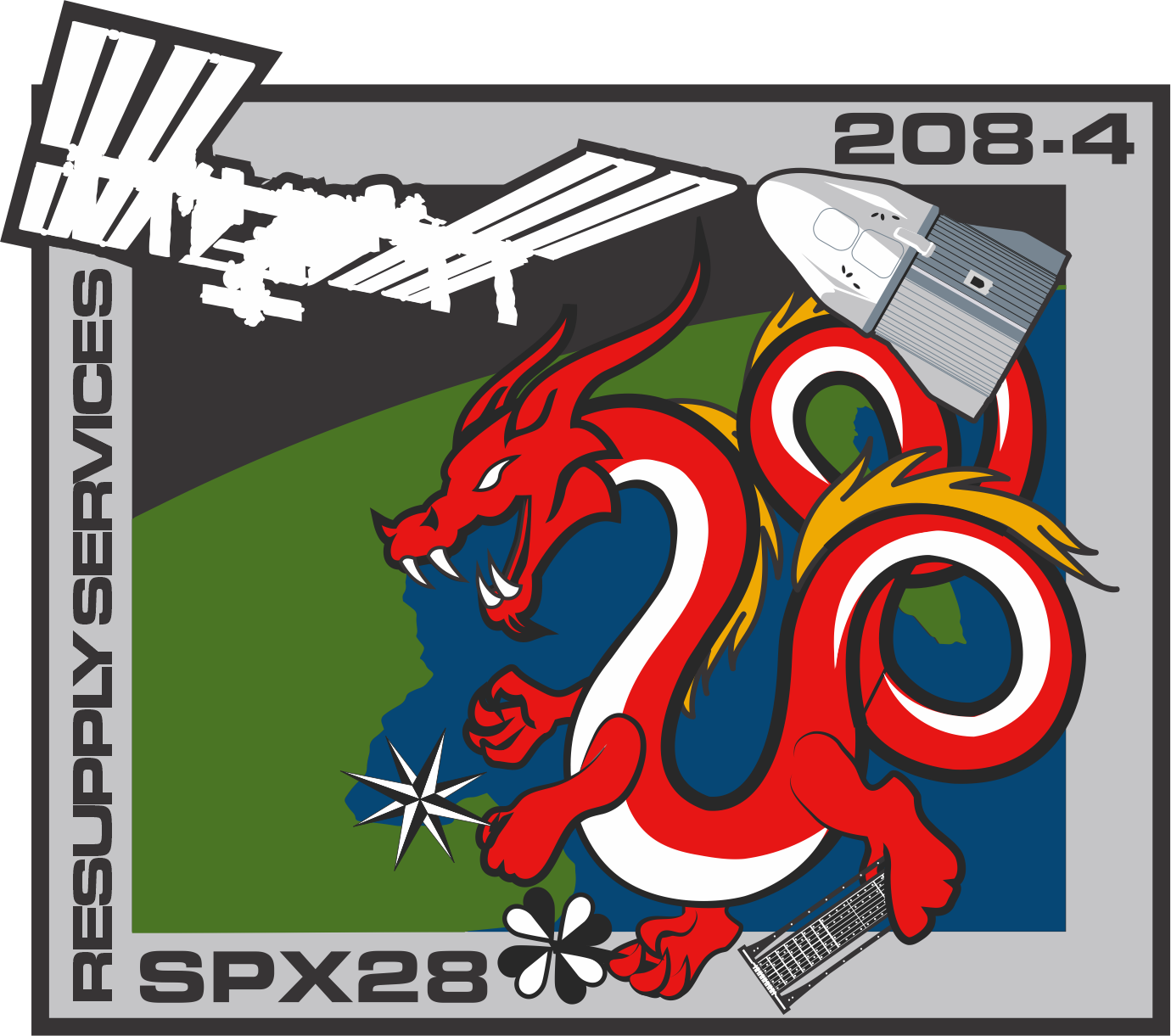
Patch de la mission

## Fret
Le cargo emporte avec lui un total de 1 964 kg de fret pressurisé, dont :
- 1 098 kg de fourniture pour l'équipage,
- 266 kg d'équipements scientifiques,
- 48 kg d'équipements pour les sorties extra-véhiculaires,
- 491 kg de pièces détachées,
- 4 kg de pièces pour ordinateurs.

Le cargo transporte également 1 340 kg de fret non-pressurisé dans sa soute, dont une paire de panneaux solaires de type iROSA.

## CubeSats
La mission emporte plusieurs CubeSats :
- 5 CubeSats d'universités canadiennes,
- 1 CubeSat américain appelé "Moonlighter".

| Nom         | Pays       | Organisation                   | Description                                                                 |
| ----------- | ---------- | ------------------------------ | --------------------------------------------------------------------------- |
| Moonlighter | États-Unis | The Aerospace Corporation (en) | Satellite de test en matière de cybersécurité                               |
| Ukpik-1     | Canada     | Université Western Ontario     | Enseignement des outils aux étudiants dans le but de gagner de l'expérience |
| SC-ODIN     | Canada     | Université Concordia           | Nanosat d'imagerie de poussière spatiale                                    |
| Iris        | Canada     | Université du Manitoba         | Étude des astéroïdes et de la Lune                                          |
| RADSAT-SK   | Canada     | Université de la Saskatchewan  | Dosimètre de radiations et caméra d'observation de la Terre                 |
| ESSENCE     | Canada     | Université York                | Test d'une caméra grand-angle pour l'observation de la glace                |

## Galerie

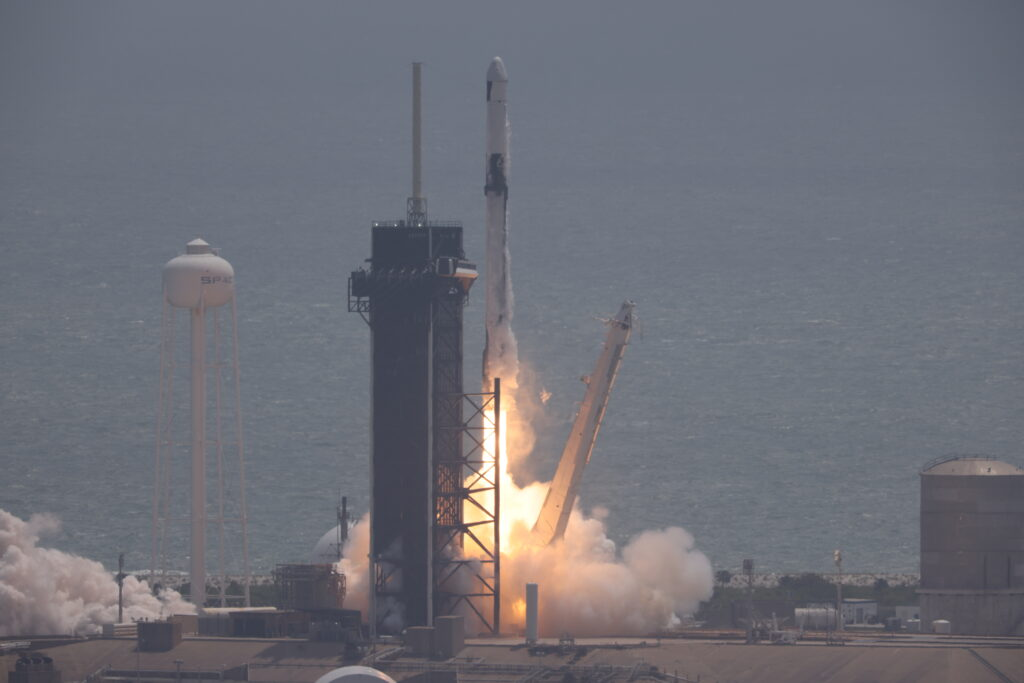
Décollage de la mission le 5 juin 2023
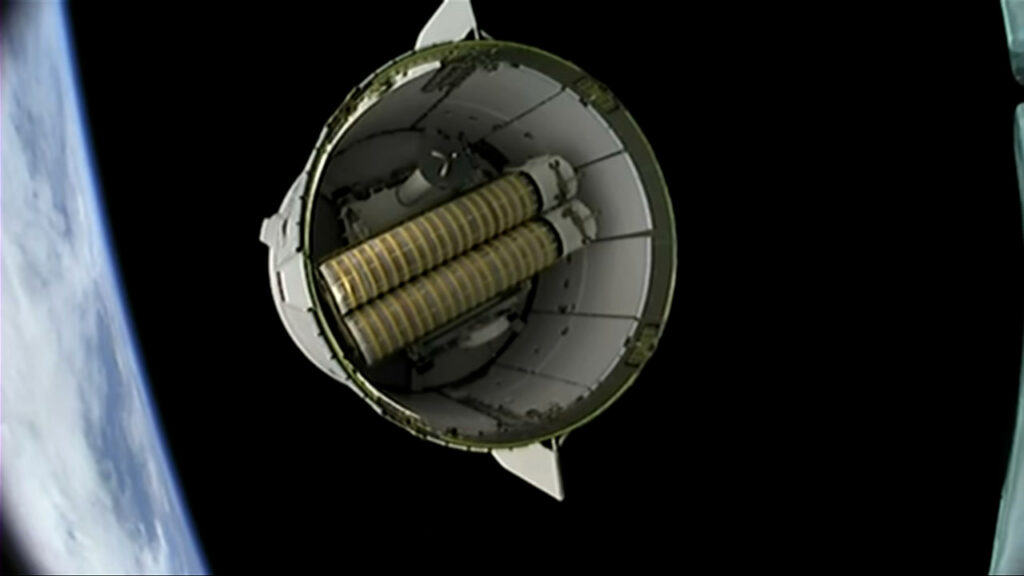
La capsule Cargo Dragon C208 se séparant du second étage de Falcon 9
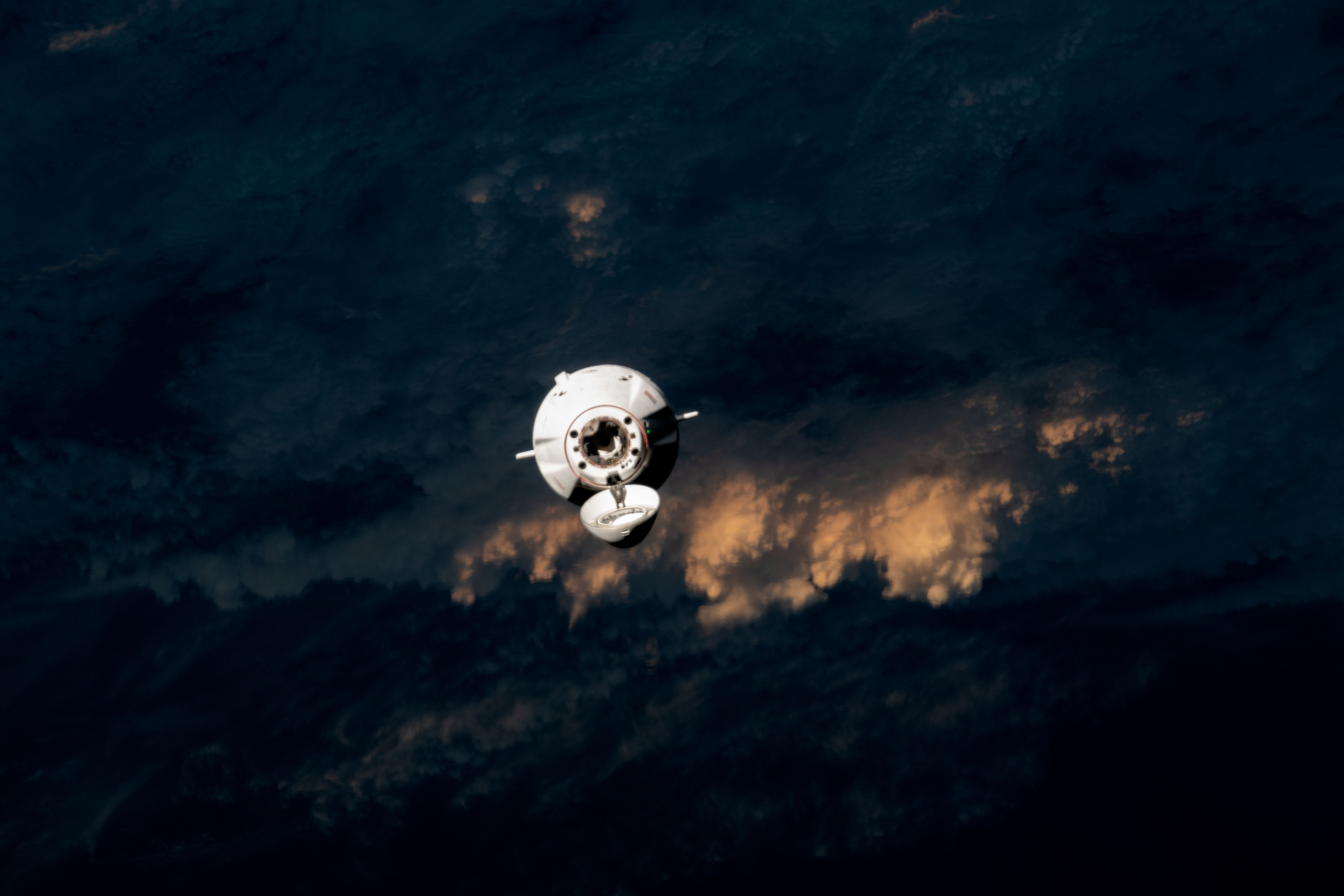
CRS-28 approchant la station spatiale internationale au dessus du Japon